# Đordo Bonačić
Đordo Bonačić, hrvaški general, * 16. april 1920, Split, † ?.

## Življenjepis
Po vojni je končal šolanje na Višji vojaški akademiji JLA. 

## Odlikovanja
- Red zaslug za ljudstvo
- Red bratstva in enotnosti